# Antytila
AntytilA (Oekraïens: АнтитілА, soms geromaniseerd tot: AntitilA, vertaald: Antilichamen) is een Oekraïense alternatieve rockband. De band is in 2004 opgericht in de Oekraïense hoofdstad Kiev. Antytila kreeg in 2022 internationale bekendheid toen zij Ed Sheeran om hulp vroegen om deel te nemen aan een benefietconcert in het Verenigd Koninkrijk. De organisatie van het concert weigerde de band, omdat zij op dat moment lid waren van de Oekraïense Territoriale strijdkrachten en het concert voor puur humanitaire hulp bedoeld was. Samen met Ed Sheeran bracht Antytila niet veel later een nieuwe versie van het lied 2step uit.

## Bandleden

### Huidige bandleden
- Taras Topolja – Zang
- Serhi Voesyk – Toetsen (sinds 2008)
- Mychajlo Tsjyko – Basgitaar (sinds 2017)
- Dmytro Zjoloed' – Gitaar (sinds 2016)
- Dmytro Vodovozov – Drums (sinds 2017)

### Oudbandleden
- Viktor Pajevsky – Basgitaar (2008–2015)
- Mikita Astrachantsev – Basgitaar (2015–2017)
- Mikita Tsjoechrienko – Gitaar (2008–2016)
- Oleksij Skoeridin – Drums (tot 2011)
- Erland Syvolapov – Drums (2011–2012)
- Denys Sjvetsj – Drums (2012–2017)

## Discografie
- 2008 – Buduvudu
- 2011 – Vybyraj
- 2013 – Nad polysamy
- 2015 – Vse krasyvo
- 2016 – Sontse
- 2019 – Hello
- 2022 – MLNL